# Lo Gamboa
Lo Gamboa es una localidad rural de la comuna de Limache, situada en el límite con la comuna de Olmué, en la V Región de Valparaíso, Chile. Su nombre proviene de una prestigiosa familia que poseyó vastas tierras en el sector.
Posee fértiles tierras, haciéndola apta para labores agrícolas. Cuenta con un servicio de agua potable propio y una capilla. 
El año 2005 finalizaron las obras de reposición del puente homónimo, el cual se encuentra sobre el estero Pelumpén, en el límite entre Limache y Olmué. El proyecto consideró una inversión de 437 millones de pesos, aportados por el Ministerio de Obras Públicas, a través de la Dirección de Vialidad.